# Phoebe Stanley
Phoebe Stanley (Geelong, 17 de octubre de 1985) es una deportista australiana que compitió en remo.
Ganó una medalla de bronce en el Campeonato Mundial de Remo de 2007, en la prueba de cuatro sin timonel. Participó en los Juegos Olímpicos de Londres 2012, ocupando el sexto lugar en la prueba de ocho con timonel.

## Palmarés internacional
| Campeonato Mundial | Campeonato Mundial | Campeonato Mundial | Campeonato Mundial |
| Año                | Lugar              | Medalla            | Prueba             |
| ------------------ | ------------------ | ------------------ | ------------------ |
| 2007               | Múnich (Alemania)  | Medalla de bronce  | Cuatro sin timonel |